# Severní Rhodesie
Severní Rhodesie byla protektorátem v centrální části jižní Afriky. Vznikla v roce 1911 spojením dvou starších protektorátů Severozápadní Rhodesie a Severovýchodní Rhodesie. Nově vzniklý protektorát byl nejprve stejně jako jeho předchůdci spravován Britskou Jihoafrickou společností, výsadní obchodní společností v zájmu britské vlády. Ačkoli mělo území rysy charterové kolonie, smlouvy mezi místními vládci a britskou legislatovou
mu dávaly status protektorátu. V roce 1924 byla speciální nařízení ukončena a protektorát přešel pod administraci britské vlády se stejnými pravidly, která se týkala ostatních britských protektorátů. Evropských přistěhovalců přilákala oblast málo, ale tito již od počátku bojovali za práva bílé menšiny. Nerostné bohatství země bylo lákavé pro politickou reprezentaci Jižní Rhodesie, která chtěla spojení obou Rhodésií, ale britská vláda prosadila volnější svazek zahrnující i Ňasko. Tak vznikla v roce 1953 Federace Rhodesie a Ňaska, která měla chránit zájmy Afričanů před diskriminačními zákony v Jižní Rhodesii, ale tento státní útvar byl mezi černošskou většinou značně neoblíbený a urychlil volání po prosazení práv většiny. Výsledkem tlaku bylo vyhlášení nezávislosti v roce 1964 jakožto Zambie.